# Wilhem de Haan
Wilhem de Haan (Ámsterdam, 1801-Haarlem, 1855) fue un zoólogo neerlandés.

## Biografía
Nació en Ámsterdam en febrero de 1801 en el seno de una familia acomodada. A la edad de diecisiete años, en la primavera de 1818, se matriculó como estudiante en la Hogeschool de Leiden. En diciembre de 1827 obtuvo el puesto de conservador en el Rijksmuseum, donde llevaba trabajando desde 1822 con moluscos y otros organismos. Interesado inicialmente por la botánica, especialmente por las plantas criptógamas, había terminando abandonando esta para dedicarse por completo al estudio de los invertebrados.  Entre 1843 y 1848 estuvo confinado en una cama debido a una parálisis de sus miembros inferiores. Falleció el 15 de abril de 1855 en Haarlem.